# Estadio Nottingham Ice
El Estadio Nottingham Ice era pista de hielo ubicada en Nottingham, Inglaterra de 1939 - 2000. Tenía una capacidad de 2800 asientos para los juegos de hockey.
El edificio fue abierto por primera vez en 1939 pero rápidamente fue usado para otros propósitos. Durante la Segunda Guerra Mundial, el Estadio de Hielo fue usado como tienda para pistolas, balas y otras municiones producidas cerca de Real Ordnance Fábrica, ROF Nottingham.
Cuando la guerra terminó, el edificio volvió a ser un edificio para la recreación y los deportes sobre hielo. Un año después del fin de la guerra, el Estadio de Hielo se convirtió en la casa  del equipo de hockey sobre hielo de las Panteras de Nottingham, que usó sus instalaciones hasta su cierre, después de un descanso de veinte años.

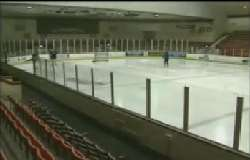
Estadio de hielo de Nottingham

Cuando a las Panteras se les dio la licencia en 1960, el Estadio de Hielo continuaba siendo usado como pista de patinaje sobre hielo y algunos otros deportes sobre hielo. Sea para ser el rink donde bailarines de hielo Torvill y el decano practicaría en sus años tempranos.
Las Panteras se restablecieron en 1980 y el Estadio de Hielo se hizo famoso como uno de los lugares más íntimos en ser visitados por los equipos de hockey sobre hielo opuestos. Fue cariñosamente conocido entre la fraternidad de hockey sobre hielo como 'El Granero'.
En 1996, se anunciaron planes para reemplazar el viejo edificio con un estadio moderno y una nueva pista de patinaje. El Estadio de hielo de Nottingham se cerró después de 61 años en el año 2000. Las Panteras jugaron su juego final en el Estadio de Hielo contra Newcastle Riverkings, que perdió 2-1 en el tiempo suplementario. El edificio fue demolido poco después para permitir la realización del Centro Nacional de Hielo.
- Datos: Q17015665